# Tirage des diapositives sur papier
Le tirage des diapositives sur papier demande des traitements un peu plus compliqués que le tirage à partir d'un négatif. Des procédés existent cependant, et sont traités dans les articles individuels suivants :
- Les procédés de Type-R
- Le procédé Cibachrome (ex Ilfochrome)
- Le tirage quadrichrome au procédé charbon direct (Fresson)
- Le procédé Diaversal
- Le tirage par internégatif
- Aujourd'hui, à l'époque de la photographie numérique, on procède le plus souvent à une numérisation de la diapositive, suivie du tirage sur papier du fichier obtenu.